# Brie (Ille y Vilaine)
Brie es una localidad y comuna francesa en la región administrativa de Bretaña, en el departamento de Ille y Vilaine y distrito de Rennes.

## Demografía
| 498 | 504 | 419 | 512 | 576 | 698 |
| Para los censos de 1962 a 1999 la población legal corresponde a la población sin duplicidades (Fuente: INSEE [Consultar]) |     |     |     |     |     |